# しおり (曲)
『しおり』は、Aqua Timezの2007年5月9日発売の3枚目のシングルである。

## 概要
- 前作「千の夜をこえて」から約半年ぶりのシングル。
- アルバム『風をあつめて』発売後初の音源でもある。
- 三ツ矢サイダーのCMにも使用されている。
- 「夢風船」はアマチュア時代の中でもかなり初期の頃に公開されていた曲であり、当初よりキーが上がっている。
- PV撮影では、ベース担当のOKP-STARが今までメインで五弦ベースを使用していたのに対し、フリーベース（四弦）を使用している。

## タイアップ
- 「しおり」は「三ツ矢サイダー」のCMソング（2007年3月14日から）。春限定でオンエアされた。その他、日本テレビ系スペシャルドラマ『新幹線ガール』の主題歌にも使用された。
- 「夢風船」はNHK BSハイビジョン『地球に暮らす子供達』のテーマソング（2007年4月14日から）。

## 曲名の由来
曲名の由来は、「今日もあなたが好きでした」というところで、まだ物語は終わっていないということから「しおり」という曲名がついた（ラジオ bayfm78『アクアトレイン』より）。

## 収録曲
1. しおり [4:12]
2. 夢風船 [4:51]

作詞・作曲：太志　編曲：Aqua Timez（全曲）